# Guerrobunus
Genre
Synonymes
- Caecoa Šilhavý, 1974

Guerrobunus est un genre d'opilions laniatores de la famille des Phalangodidae.

## Distribution
Les espèces de ce genre sont endémiques du Mexique.

## Liste des espèces
Selon World Catalogue of Opiliones (08/10/2021) :
- Guerrobunus arganoi (Šilhavý, 1974)
- Guerrobunus barralesi Cruz-López & Ubick, 2015
- Guerrobunus franckei Cruz-López, 2013
- Guerrobunus minutus Goodnight & Goodnight, 1945
- Guerrobunus vallensis Vázquez & Cokendolpher, 1997

## Publication originale
- Goodnight & Goodnight, 1945 : « Additional Phalangida from Mexico. » American Museum Novitates, no 1281, p. 1–17 (texte intégral).